# イギリスの君主
イギリスの君主（イギリスのくんしゅ、英: Monarch of the United Kingdom）は、グレートブリテン及び北アイルランド連合王国（イギリス）とその海外領土の立憲君主たる元首。
英連邦王国15カ国の君主（Monarchy of the Commonwealth realm）で、イギリス連邦の首長（英: Head of the Commonwealth of Nations）である。法人としての国王（Crown、司法上の呼称）の代表者。
現在の君主は、国王チャールズ3世（在位: 2022年9月8日 - ）。

## 概要
君主とその直近の王族は、様々な公務、儀式、元首としての職務を行う。
「勲章の授与」、「議会の解散」、「首相の任命」といった国王の権能は、立憲君主として「特定の党派や主義に偏らない」よう制限されている。
イギリス政府の行政権は究極的には「君主の大権」に拠るが、これらの権限は「議会の制定した法律に則ってのみ」行使することができ、さらに実質的には「慣習」と「先例」により制約を受けている。

## 歴史
イギリスの君主の起源は、アングル人の王と初期のスコット人の王にまでさかのぼる。1000年頃には、中世初頭のグレートブリテン島に存在した小さな王国から、イングランド王国とスコットランド王国が大きく成長していた。最後のアングロ・サクソン人の王であるハロルド2世が1066年のノルマン人の侵略に負けて殺されると、イングランドの君主の地位はノルマン人の征服者であるノルマンディー公に移った。これ以来イングランドの君主は、ノルマンディー公の采地であったマン島やジャージー、ガーンジーの元首をも兼ねているが、これらの地は厳密にはイングランドや連合王国に含まれず、イギリスの王室属領とされている。13世紀にはウェールズ公国がイングランドに吸収されるとともに、マグナ・カルタによって国王の政治的な権力が削がれ始めた。
1603年にスコットランド王ジェームズ6世がジェームズ1世としてイングランドの王座を継承してから、両王国は同一の君主によって統治されることになった。1649年から1660年までの間は、 三王国戦争に続く共和政イングランドによってイギリスの君主制の伝統は断たれていた。1701年王位継承法によって、カトリック信徒およびカトリック信徒と結婚した者がイギリス王位の継承から排除された。1707年にはイングランドとスコットランドがグレートブリテン王国として統一され、1801年にアイルランド王国も加わってグレートブリテンおよびアイルランド連合王国が成立した。イギリスの君主は、1921年の最大時で世界の表面の「4分の1」をカバーしていた大英帝国の「名目上の君主」にもなった。
1920年代にはアイルランドの6分の5の州がアイルランド自由国として連合から脱退し、1926年のバルフォア宣言では帝国内の自治領がイギリス連邦に加盟する自治国家として分離することを承認した。第二次世界大戦の後にイギリス帝国が保有していた植民地と海外領土の大部分が独立し、帝国は事実上の終焉に追いやられた。 国王ジョージ6世と彼の長女である女王エリザベス2世、その長男である現在の国王チャールズ3世は、連邦に加盟する独立国の自由な連合の象徴として、コモンウェルス首長（英語: Head of the Commonwealth）という称号を採用している。また王室属領に対してはマン島領主やノルマンディー公の称号を用いている。
英連邦には共和国も君主国も含まれる。現在、イギリス以外の14の連邦加盟国がイギリス君主と同一人物を自国の君主として戴いている。British monarchy や British monarch という言葉は、英連邦王国に属する15の国々が共通して君主として戴いている人物とその君主制を指したり、その16の独立国それぞれにおける君主制を指したりするのに今なお頻繁に用いられる。これは、法域ごとに個別の、国の公式の称号とは異なる場合が多い。

## 現在の君主
| 歴代               | 肖像 | 名            | 英          | 誕生                   | 即位         | 在位期間 | 続柄                     |
| ------------------ | ---- | ------------- | ----------- | ---------------------- | ------------ | -------- | ------------------------ |
| ウィンザー朝 第5代 |      | チャールズ3世 | Charles III | 1948年11月14日（76歳） | 2022年9月8日 | 2年192日 | 女王エリザベス2世第1王子 |

## 憲法上の権能
不文法であるイギリスの憲法は、君主（Monarch または Sovereign, the Crown（国王 (法人)を参照）, His/Her Majesty 邦訳は陛下 。略称 H.M. とも）をイギリスの元首とする。君主とその法律上適格な後継者に対しては「忠誠の宣誓 (en)」がなされる。「国王陛下万歳（God Save the King）」（あるいは女王の場合は「女王陛下万歳（God Save the Queen）」）がイギリスの国歌であり、君主の肖像が切手や硬貨、紙幣に表現される。
「君臨すれども統治せず」という原則である立憲君主制の下、国王が政府に直接的に関与することは少ない。The decisions to exercise 主権行使の決定権は、法律または慣習法によって国王から大臣や官吏など、国王個人を除く行政機関に委任されている。そのため、国王による任命 など王冠の名の下に行われる国家的行為は、国王演説や議会の開会宣言のように国王が一人で行うものであっても、他の機関が決定したところによって行われる。
- 立法権は「議会における国王」が、貴族院（上院）と庶民院（下院）からなる議会の「助言と承認」によって行使する。
- 行政権は「国王陛下の政府（His Majesty's Government）」が行使する。政府は大臣（英語版）たち、主としてその長たる首相と内閣によって構成され、名目上は枢密院の一委員会である。政府は、イギリス軍（陸軍・海軍・海兵隊・空軍）、国王陛下の公務員に加え、国王陛下の外交官（英語版）やイギリス情報局秘密情報部といったその他の官吏の指揮権を持っている（国王は首相よりも早く外国の機密情報を受け取ることがある[8]）。
- 司法権は憲法と法律によって[9] 政府から独立している司法機関に付与されている。
- 国王を首長とするイングランド国教会は、独自の立法／司法／行政機構を持っている。
- 政府から独立している権能は、法律や枢密院勅令、王立委員会などの命令によって法的に付与される。
- 議員と地方自治体を除いて、選挙によって選出される官吏は存在しない。

国王の立憲君主としての役割は大幅に制限され、栄典の授与など、特定の党派や主義に偏らないものとなっている。この役割は19世紀から認識されていた。憲法についての著作をもつウォルター・バジョットは、1867年、国王は政府の「名の部分」"dignified part" であって、「実の部分」"efficient part"ではない、とした 。また、「時々起こる危機に備えてイギリスには国家元首が必要だ」と主張されてきた。

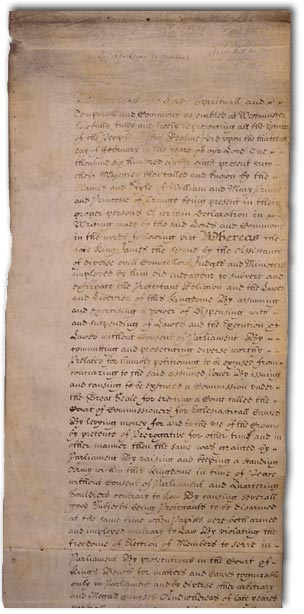
権利章典によって国王の政治的権力はそがれた。

### 首相の任命
必要に応じて、国王は新しい首相を任命することになっている。首相は慣習により、他の大臣を任命し、また罷免することができ、内閣を組織し指揮監督する。不文憲法となっている慣習によれば、国王は庶民院の支持を得られる人物（通常は庶民院で過半数を占める政党または連立政党のリーダー）を任命しなくてはならない。首相は国王との非公開の謁見を経て職に就く。Kissing handsが終われば、他の手続きや文書なしで任命は即時有効になる。
過半数割れのハング・パーラメントにおいては、大半の支持を集められる人物を選ぶに際しての国王の選択範囲は広がる。しかし、通常は最多議席の党の党首が選ばれる。1945年以降では2回ハング・パーラメントがあった。最初のものは1974年2月の総選挙によって選ばれた議会で、ハロルド・ウィルソンが首相に任命された。ウィルソン率いる当時の労働党は過半数を占めてはいなかったが、最大議席を有する党だった。2回目は2010年5月の総選挙後のもので、デーヴィッド・キャメロン首相の下で最大政党の保守党と自由民主党が第二次世界大戦後初めての連立政権を結成することで合意した。いずれの場合も、在職中の首相は第三政党の支持を求めて失敗するまで辞任しなかった。
国王は理論上は首相を一方的に罷免することもできるが、実際のところは、首相の任期が終了するのは「選挙での敗北、死亡、辞任」の場合だけである。首相を解任した最後の国王はウィリアム4世で、彼はメルボルン卿を1834年に罷免した。

### 議会の解散・閉会
議会を解散する権限も国王大権に属する。この権限は「2011年議会任期固定法」によって一時廃止され、議会の解散は内閣不信任案が可決された場合、または議会自身が3分の2以上の多数で議決した場合に制限された。しかし、イギリスの欧州連合離脱の際には国王（実際にはこれを進言する首相）の解散権を制約することはかえって政治的混乱を助長することが指摘されたため、「2022年議会解散・召集法」が制定され、議会の解散に関する国王大権は『議会任期固定法が存在しなかったかのように』復活した（同法第2条第1項）。

### 国王大権
政府の行政権のいくつかは理論上では名目的に国王に帰属し、「国王大権」と呼ばれている。国王は「慣習」と「先例」に従って振る舞い、大権を行使するのは議会に責任を持つ大臣達の助言による場合だけである。大権はしばしば首相や枢密院を通して行使される。実際のところ、大権は首相の助言によってのみ行使される。大権を掌握しているのは首相であり、国王ではない。国王は首相と毎週謁見をする。その際、国王は自分の意見を述べてもよいが、立憲君主として、究極的には（庶民院の支持を受けている）首相と内閣の決定に従わざるをえない。バジョットの言葉を借りれば「立憲君主制のもとで国王が手にしているのは……3つの権利である。相談を受ける権利、何かを奨励する権利、警告する権利である」
国王大権は手続き上、議会の同意を必要とせずに行使されるが、制限はされており、使用を停止されていたり、永久に議会へ委譲されていたりする国王大権はたくさんある。例えば、国王は新しい税を課し、徴収することはできず、議会の法律による認可が必要である。議会報告書によれば、「国王は新しい大権を創設することができず」、議会は法律によっていかなる大権も覆すことができる。
「国王大権」には、「大臣の任命・罷免」、「官吏の指揮監督」、「旅券の発行」、「宣戦布告と講和」、「軍の作戦指揮」、「条約・同盟・国際協定の締結と批准」などの権利が含まれる。しかし、条約が国内法を変更することはできないので、その場合には議会による法律が必要である。国王は軍（イギリス海軍・イギリス陸軍・イギリス空軍）の最高指揮官であり、イギリスの高等弁務官と使節を派遣し、国外からの外交官を受け入れる。
「議会の召集・閉会」をするのは「国王大権」である。各会期は国王の召集によって始まる。新しい議会では開会式が催され、国王は上院の貴族院の議場において「国王演説」を読み上げる。国王演説は政府の施政方針を概説するものである。閉会は、通常議会開会から1年後に行われ、手続き上はこれによって会期が終わる。
立法府を通過した法案が法律として成立するためには、国王の裁可が必要である。理論上、国王は法案を承認して法とすることも可能であるし、法案を拒否することも可能である。しかし、1708年の拒否権発動以来一貫して裁可は承認されてきた。
国王と各自治政府（スコットランド、ウェールズ、北アイルランド）の関係は同様のものとなっている。国王はスコットランド議会の指名に基づいてスコットランド首相を任命し、ウェールズ国民会議の指名によってウェールズ首相を任命する。スコットランドに関する事項については、国王はスコットランド政府の助言によって行動する。しかし、ウェールズにおいては自治が制限されていることから、ウェールズに関する事項については国王はイギリスの首相と内閣の助言にもとづいて行動する。北アイルランド会議が通した法案が北アイルランド大臣によって違憲と判断された場合、国王はその法案に対して拒否権を行使することができる。
国王は「正義の源泉」とされている。国王が自ら裁判に関わることは無いが、裁判は国王の名において行われる。たとえば、訴追は国王の代理として実行され、法廷の権威は国王に求められる。コモン・ローでは「国王は過たない」とされており、国王は刑事訴追されることはない。1947年の「国王訴追法」によって、公的地位としての国王（すなわち政府）に対する民事訴訟を起こすことはできるが、国王個人に対しては不可能である。国王は恩赦を行って、有罪の判決を受けた人を赦免したり減刑したりする。
国王は「名誉の源泉」、イギリスのあらゆる栄典と位階のみなもととされている。国王はあらゆる貴族の身分を創設し、騎士団のメンバーを叙任し、ナイトの称号やその他の賞を授ける。貴族の身分とその他の栄典は首相の助言によって授与されるが、助言なしに国王から個人的に贈られる栄典もある。ガーター勲章、シッスル勲章、ロイヤル・ヴィクトリアン勲章、メリット勲章は国王個人の判断で授けられる。

## 王位継承資格者
| 順位 | 肖像 | 継承資格者   | 英        | 爵位・称号                 | 性別 | 生年月日/現年齢 | 生年月日/現年齢 | 現在のチャールズ3世国王から見た続柄 |
| ---- | ---- | ------------ | --------- | -------------------------- | ---- | --------------- | --------------- | ----------------------------------- |
| 1位  |      | ウィリアム   | William   | プリンス・オブ・ウェールズ | 男性 | 1982年06月21日  | 42歳            | 第一王子/チャールズの第1子          |
| 2位  |      | ジョージ     | George    |                            | 男性 | 2013年07月22日  | 11歳            | 王孫/ウィリアムの第1子              |
| 3位  |      | シャーロット | Charlotte |                            | 女性 | 2015年05月02日  | 9歳             | 王孫/ウィリアムの第2子              |
| 4位  |      | ルイ         | Louis     |                            | 男性 | 2018年04月23日  | 6歳             | 王孫/ウィリアムの第3子              |
| 5位  |      | ヘンリー     | Henry     | サセックス公爵             | 男性 | 1984年09月15日  | 40歳            | 第二王子/チャールズの第2子          |
| 6位  |      | アーチー     | Archie    |                            | 男性 | 2019年05月06日  | 05歳            | 王孫/ヘンリーの第1子                |
| 7位  |      | リリベット   | Lilibet   |                            | 女性 | 2021年06月04日  | 03歳            | 王孫/ヘンリーの第2子                |
| 8位  |      | アンドルー   | Andrew    | ヨーク公爵                 | 男性 | 1960年02月19日  | 65歳            | 王弟                                |
| 9位  |      | ベアトリス   | Beatrice  |                            | 女性 | 1988年08月08日  | 36歳            | 王姪/アンドルーの第1子              |
| 10位 |      | シエナ       | Sienna    |                            | 女性 | 2021年09月18日  | 03歳            | 王大姪/ベアトリスの第1子            |